# Villa Cristina
Villa Cristina és una obra del municipi de la Garriga (Vallès Oriental) inclosa en l'Inventari del Patrimoni Arquitectònic de Catalunya.

## Descripció
Edifici civil. Casa unifamiliar entre parets mitgeres. Consta de planta soterrani i baixa. Les entrepilastres estan estucades en forma de carreu. La façana està rematada amb una barana amb balustres de pedra artificial amb motius florals. En el frontó, una garlanda emmarca el nom de la casa.

## Història
És l'obra més recarregada de la primera etapa de l'arquitecte M. J. Raspall, i això essencialment pel conjunt d'elements florals que hi ha a l'emmarcat de les obertures. Per primera vegada apareixen les pilastres que avancen en simple motlluració perpendicular a façana.